# Arbing
Arbing település Ausztriában, Felső-Ausztria tartományban, a Pergi járásban. Tengerszint feletti magassága 278 méter, területe 12,02 km².

## Elhelyezkedése
Arbing Münzbach, Baumgartenberg, Mitterkirchen im Machland és Perg településekkel határos.

## Népesség
| 2016 | 1 435 |
| 2018 | 1 446 |